# Liga de Serbia y Montenegro de waterpolo femenino
La Liga de Serbia y Montenegro de waterpolo femenino era la competición más importante de waterpolo femenino entre clubes de Serbia y Montenegro.

## Historial
Este es el historial de la liga de los 3 primeros clasificados:
| Año  | Primero         | Segundo          | Tercero          |
| ---- | --------------- | ---------------- | ---------------- |
| 2006 | Vracar Beograd  |                  |                  |
| 2005 | Vracar Beograd  |                  |                  |
| 2004 | Vracar Beograd  | Maldost Becej    | Tas 2000 Beograd |
| 2003 | Vracar Beograd  | Maldost Becej    | Tas 2000 Beograd |
| 2002 | ZVK Becej       | ZVK Senta        | Tas 2000 Beograd |
| 2001 | ZVK Becej       | Tas 2000 Beograd | ZVK Senta        |
| 1997 | ZVK Becej       |                  |                  |
| 1996 | ZVK Becej       |                  |                  |
| 1995 | ZVK Becej       |                  |                  |
| 1994 | ZVK Becej       |                  |                  |
| 1993 | ZVK Becej       | Benjica Beograd  | ZVK Bjela        |
| 1992 | Benjica Beograd | ZVK Becej        | ZVK Bjela        |